# Zuvanda
Zuvanda, biljni rod iz porodice kupusovki (Cruciferae). Tri su priznate vrste u zemljama istočnog Sredozemlja i poluotoka Arabija i Sinaj

## Vrste
1. Zuvanda crenulata (DC.) Askerova
2. Zuvanda exacoides (DC.) Askerova
3. Zuvanda meyeri (Boiss.) Askerova